# Paul Eggert
Paul Eggert (* 27. April 1897 in Hermsdorf; † 1. September 1963 in Erfurt) war ein deutscher Agent der Kommunistischen Partei Deutschlands (KPD), Widerstandskämpfer gegen den Nationalsozialismus und Häftling im Konzentrationslager KZ Buchenwald. Von 1950 bis 1962 war er Abteilungsleiter in der Landesverwaltung Thüringen des Ministeriums für Staatssicherheit (MfS) der Deutschen Demokratischen Republik (DDR).

## Leben
Eggert, Sohn eines Bauarbeiters, war nach der Volksschule als Hilfsarbeiter und später in einer Hanf- und Drahtseilfabrik in Berlin tätig. 1915 wurde er in das deutsche Heer eingezogen und kämpfte als einfacher Soldat im Ersten Weltkrieg. Die Novemberrevolution 1918 erlebte er in der Stadt Thorn. Nach Kriegsende war Eggert Angestellter der Reichsdruckerei, später arbeitete er als Zinkschleifer. 1920 trat er in die KPD ein.
Innerhalb der KPD war Eggert Mitarbeiter im Antimilitärischen Apparat (AM-Apparat), dem illegalen Nachrichtendienst der Partei, und gehörte einer unter der Leitung von Richard Großkopf arbeitenden Passfälschergruppe an, die falsche Papiere für verfolgte KPD-Mitglieder herstellte. 1925 wurde Eggert erstmals festgenommen und zu zweieinhalb Jahren Gefängnis verurteilt, die er bis 1928 absaß. Nach seiner Freilassung war er zunächst Organisationsleiter der KPD im 20. Berliner Verwaltungsbezirk kehrte aber bald zum AM-Apparat zurück.
Nach der Machtübernahme der Nationalsozialisten und dem Verbot kommunistischer Betätigung wurde Eggert am 8. Mai 1933 in Berlin verhaftet und im Januar 1935 vom Volksgerichtshof zu acht Jahren Zuchthaus verurteilt. Bis zum Ende des Zweiten Weltkriegs 1945 war er in verschiedenen Zuchthäusern, zuletzt im Konzentrationslager KZ Buchenwald interniert. 
Nach Ende des Krieges wurde Eggert 1945 wieder Mitglied der KPD und 1946 Mitglied der Sozialistischen Einheitspartei Deutschlands (SED). Zunächst war er als Referent im Landesamt für Arbeit und Sozialfürsorge in Thüringen tätig. 1947 ging er zur Deutschen Volkspolizei (DVP) und wurde Kriminaloberkommissar in der Landesbehörde Thüringen. Von 1950 bis 1962 war er Abteilungsleiter in der Landesverwaltung Thüringen des Ministeriums für Staatssicherheit (MfS).